# Dallas Drake
Pour les articles homonymes, voir Drake.
Dallas Drake (né le 4 février 1969 à Trail en Colombie-Britannique au Canada) est un joueur de hockey sur glace évoluant au poste d'ailier droit dans la Ligue nationale de hockey

## Carrière
Drake fut choisi au 6e tour du repêchage d'entrée dans la LNH 1989, 116e au total par les Red Wings de Détroit.
Il a joué successivement pour les Red Wings de Détroit, les Jets de Winnipeg, les Coyotes de Phoenix et les Blues de Saint-Louis dont il était le capitaine. Joueur autonome sans compensation en 2007, il s'engage pour les Red Wings de Détroit, le club de ses débuts. Il gagnera la coupe stanley en 2008.
En 2002 il est intronisé au temple de la renommée du sport de l'université de Northern Michigan.

## Statistiques
Pour les significations des abréviations, voir Statistiques du hockey sur glace.
| Saison     | Équipe                     | Ligue      |       | Saison régulière | Saison régulière | Saison régulière | Saison régulière | Saison régulière |    | Séries éliminatoires | Séries éliminatoires | Séries éliminatoires | Séries éliminatoires | Séries éliminatoires |
| Saison     | Équipe                     | Ligue      | PJ    | B                | A                | Pts              | Pun              | PJ               | B  | A                    | Pts                  | Pun                  |                      |                      |
| 1987-1988  | Lakers de Vernon           | BCJHL      | 47    | 39               | 85               | 124              | 50               | 11               | 9  | 17                   | 26                   | 30                   |                      |                      |
| 1988-1989  | Northern Michigan Wildcats | NCAA       | 45    | 18               | 24               | 42               | 26               |                  |    |                      |                      |                      |                      |                      |
| 1989-1990  | Northern Michigan Wildcats | NCAA       | 36    | 13               | 24               | 37               | 42               |                  |    |                      |                      |                      |                      |                      |
| 1990-1991  | Northern Michigan Wildcats | NCAA       | 44    | 22               | 36               | 58               | 89               |                  |    |                      |                      |                      |                      |                      |
| 1991-1992  | Northern Michigan Wildcats | NCAA       | 40    | 39               | 44               | 83               | 58               |                  |    |                      |                      |                      |                      |                      |
| 1992-1993  | Red Wings de Détroit       | LNH        | 72    | 18               | 26               | 44               | 93               | 7                | 3  | 3                    | 6                    | 6                    |                      |                      |
| 1993-1994  | Red Wings de l'Adirondack  | LAH        | 1     | 2                | 0                | 2                | 0                |                  |    |                      |                      |                      |                      |                      |
| 1993-1994  | Red Wings de Détroit       | LNH        | 47    | 10               | 22               | 32               | 37               |                  |    |                      |                      |                      |                      |                      |
| 1993-1994  | Jets de Winnipeg           | LNH        | 15    | 3                | 5                | 8                | 12               |                  |    |                      |                      |                      |                      |                      |
| 1994-1995  | Jets de Winnipeg           | LNH        | 43    | 8                | 18               | 26               | 30               |                  |    |                      |                      |                      |                      |                      |
| 1995-1996  | Jets de Winnipeg           | LNH        | 69    | 19               | 20               | 39               | 36               | 3                | 0  | 0                    | 0                    | 0                    |                      |                      |
| 1996-1997  | Coyotes de Phoenix         | LNH        | 63    | 17               | 19               | 36               | 52               | 7                | 0  | 1                    | 1                    | 2                    |                      |                      |
| 1997-1998  | Coyotes de Phoenix         | LNH        | 60    | 11               | 29               | 40               | 71               | 4                | 0  | 1                    | 1                    | 2                    |                      |                      |
| 1998-1999  | Coyotes de Phoenix         | LNH        | 53    | 9                | 22               | 31               | 65               | 7                | 4  | 3                    | 7                    | 4                    |                      |                      |
| 1999-2000  | Coyotes de Phoenix         | LNH        | 79    | 15               | 30               | 45               | 62               | 5                | 0  | 1                    | 1                    | 4                    |                      |                      |
| 2000-2001  | Blues de Saint-Louis       | LNH        | 82    | 12               | 29               | 41               | 71               | 15               | 4  | 2                    | 6                    | 16                   |                      |                      |
| 2001-2002  | Blues de Saint-Louis       | LNH        | 80    | 11               | 15               | 26               | 87               | 8                | 0  | 0                    | 0                    | 8                    |                      |                      |
| 2002-2003  | Blues de Saint-Louis       | LNH        | 80    | 20               | 10               | 30               | 66               | 7                | 1  | 4                    | 5                    | 23                   |                      |                      |
| 2003-2004  | Blues de Saint-Louis       | LNH        | 79    | 13               | 22               | 35               | 65               | 5                | 1  | 1                    | 2                    | 2                    |                      |                      |
| 2005-2006  | Blues de Saint-Louis       | LNH        | 62    | 2                | 24               | 26               | 59               |                  |    |                      |                      |                      |                      |                      |
| 2006-2007  | Blues de Saint-Louis       | LNH        | 60    | 6                | 6                | 12               | 38               |                  |    |                      |                      |                      |                      |                      |
| 2007-2008  | Red Wings de Détroit       | LNH        | 65    | 3                | 3                | 6                | 41               | 22               | 1  | 3                    | 4                    | 12                   |                      |                      |
| Totaux LNH | Totaux LNH                 | Totaux LNH | 1 009 | 177              | 300              | 477              | 885              | 90               | 14 | 19                   | 33                   | 79                   |                      |                      |